# Encore Series 2004
Encore Series 2004 je soubor živých dvojalb nahraných The Who v rámci turné v roce 2004 během osmnácti koncertů v Austrálii, Japonsku, Spojeném království a Spojených státech.

## Seznam koncertů obsažených vEncore Series 2004
| Datum             | Město         | Země               | Místo                       |
| ----------------- | ------------- | ------------------ | --------------------------- |
| 22. března 2004   | Londýn        | Spojené království | The Forum                   |
| 24. března 2004   | Londýn        | Spojené království | The Forum                   |
| 25. března 2004   | Londýn        | Spojené království | The Forum                   |
| 22. března 2004   | Londýn        | Spojené království | Royal Albert Hall           |
| 20. května 2004   | Boston        | USA                | Tweeter Center              |
| 22. května 2004   | New York      | USA                | Madison Square Garden       |
| 7. června 2004    | Birmingham    | Spojené království | NIA                         |
| 10. června 2004   | Cardiff       | Spojené království | International Arena         |
| 12. června 2004   | Isle of Wight | Spojené království |                             |
| 24. července 2004 | Jokohama      | Japonsko           | Yokohama Stadium            |
| 25. července 2004 | Ósaka         | Japonsko           | Osaka Dome                  |
| 28. července 2004 | Sydney        | Austrálie          | Sydney Entertainment Centre |
| 29. července 2004 | Sydney        | Austrálie          | Sydney Entertainment Centre |
| 30. července 2004 | Melbourne     | Austrálie          | Vodafone Arena              |
| 3. srpna 2004     | Honolulu      | USA                | Blaisdell Arena             |
| 4. srpna 2004     | Kahului       | USA                | A & B Ampitheatre           |
| 7. srpna 2004     | Mountain View | USA                | Shoreline Amphitheatre      |
| 9. srpna 2004     | Los Angeles   | USA                | The Hollywood Bowl          |